# Alopecosa huabanna
Alopecosa huabanna is een spinnensoort in de taxonomische indeling van de wolfspinnen (Lycosidae).
Het dier behoort tot het geslacht Alopecosa. De wetenschappelijke naam van de soort werd voor het eerst geldig gepubliceerd in 2000 door Jun Chen, Da-xiang Song & Gao.